# Nils Månsson i Hög
Nils Månsson, född 8 februari 1853 i Lackalänga socken, död 29 september 1922 i Kävlinge församling, var en svensk lantbrukare och kommunalman i Högs socken i Skåne.
Månsson genomgick Hvilans folkhögskola och lantmannaskola 1876–78. Han var från 1890 arrendator av 3/4 mantal n:r 3 Hög. Han var från 1915 ombudsman och kassör i Högs och Kävlinge sparbank och från 1915 ordförande i styrelsen för Sydsvenska kreditaktiebolagets kontor i Kävlinge. Han var från 1892 ordförande i Högs kommunalstämma och från 1892 ledamot av Malmöhus läns landsting.
Månsson var en av initiativtagarna till Kävlinge-Barsebäcks Järnväg.